# Adiantum rubellum
Adiantum rubellum är en kantbräkenväxtart som beskrevs av Moore. Adiantum rubellum ingår i släktet Adiantum och familjen Pteridaceae. Inga underarter finns listade.